# El Chanfle
El Chanfle é um filme de comédia do México, lançado em 1979, dirigido por Enrique Segoviano (que também dirigia o seriado Chaves e também Chapolin) e estrelado por Roberto Gómez Bolaños, também conhecido como Chespirito.

## Enredo
El Chanfle é o roupeiro do time de futebol América. Com aproximadamente 34 anos, é casado com Tere há cerca de dez anos, mas não conseguiram ter filhos. Chanfle é um homem honrado e honesto; apesar de sua situação econômica precária, ele sempre paga suas dívidas, mesmo que isso o afete posteriormente.
Essa característica o leva a vender seus pertences para conseguir algum dinheiro, optando por vender uma pistola. No entanto, Chanfle a vende para a pessoa errada: Paco, um homem que está sempre bêbado. Quando Chanfle tenta vender a arma, Paco pensa que ele quer assaltá-lo e matá-lo. Isso faz com que Paco o persiga sempre que o encontra, a fim de fazê-lo pagar.
Sua natureza honesta o leva a ir contra até mesmo Moncho Reyes, o treinador do time de futebol. Como Valentino, jogador da equipe, é o oposto de Chanfle (desonesto), este último nunca concorda com os atos e fatos que ele chama de antiesportivos e desonestos dentro e fora do campo, tanto com Reyes quanto com o próprio árbitro das partidas.
Posteriormente, Tere descobre que está grávida, o que a enche de alegria, após tantos anos de casamento sem conseguir conceber filhos. A notícia também alegra muito seu marido.
O que ninguém esperava era que a filha de Chanfle e Tere nascesse em um jogo de futebol do América no Estádio Azteca, uma situação que deixa todos nervosos. Ao final do primeiro tempo da partida contra o Atlético Español (hoje conhecido como Necaxa), o parto já estava acontecendo, e quem mais sofre de nervosismo pela situação é Chanfle, que consegue ser expulso do campo para ir presenciar o parto de sua esposa (suposto jogo de final de torneio onde não há campeão, pois a partida é suspensa e posteriormente anulada pela federação de futebol). Mas outro obstáculo surgiria: Paco, que começa a persegui-lo pelos arredores do estádio para atirar nele. Apesar disso, Chanfle chegou a tempo de ver sua filha nascer.
No final, Chanfle é retirado de seu posto de roupeiro e colocado agora como treinador da seção infantil do time, a pedido de Moncho, que afirma ter refletido um pouco sobre as atitudes de Chanfle. Ele tenta assinar o contrato, mas, como sempre, só causa estragos no escritório do Sr. Matute. Tudo termina com Chanfle quebrando um vidro que anunciava o fim do filme.

## Elenco
- Roberto Gómez Bolaños como El Chanfle / Dr. Chapatin.
- Carlos Villagrán como Valentino.
- Ramón Valdés como Moncho Reyes.
- Florinda Meza como Tere.
- Rubén Aguirre como Sr. Matute.
- Édgar Vivar como Dr. Nájera.
- Raúl "Chato" Padilla como Paco.
- Angelines Fernández como a esposa de Paco.
- Horacio Gómez Bolaños como o policial.
- María Antonieta de las Nieves como Diana / Dona Neves.

## Produção
Em fevereiro de 1978 o grupo de mídia televisivo mexicano Televisa decidiu ingressar no ramo do cinema e criou a empresa Televicine. O primeiro filme da Televicine foi confiado ao ator e dramaturgo Roberto Bolaños “Chespirito”, que fazia sucesso com a série “El Chavo Del Ocho” na Televisa. Chespirito elaborou um roteiro sobre uma equipe de futebol, focando nos personagens de alguns atletas, o treinador (baseado em Ignacio Trelles, célebre treinador mexicano) e no roupeiro da equipe. O elenco do filme, batizado "El Chanfle" era o mesmo dos seriados El Chavo del Ocho e El Chapulín Colorado. Para acelerar as filmagens, Chespirito utilizou as instalações e camisas do Clube América do México para a produção, com cenas filmadas no Estádio Azteca.
Em "El Chanfle", Chespirito escreveu o roteiro, atuou como ator principal e dirigiu o filme. Em junho o filme estava pronto e Chespirito recebeu uma proposta de três milhões e meio de pesos mexicanos do apresentador e produtor venezuelano Amador Bendayán para produzir um filme naquele país. Chespirito afirmou que ponderou aceitar a proposta, porém só poderia trabalhar na Venezuela apenas em 1979, por conta da produção de "El Chanfle" lhe tomar todo o ano de 1978.
Em fevereiro de 2024, o SBT anuncia a compra de um pacote de filmes de Roberto Bolaños, que inclui os dois filmes de "El Chanfle".

## Recepção
"El Chanfle" foi um sucesso de bilheteria no México, incentivando a Televisa a produzir sua continuação na década de 1980. Em 2016 o América inaugurou uma estátua de "El Chanfle" em seu centro de treinamento.